# Partizione d'Irlanda
La partizione d'Irlanda (Partition of Ireland in inglese; críochdheighilt na hÉireann in gaelico irlandese) fu la divisione dell'isola d'Irlanda in due distinti territori, l'attuale Irlanda del Nord (parte del Regno Unito) e lo Stato Libero d'Irlanda, l'attuale Eire  Stato indipendente.

## Storia
La partizione avvenne quando il parlamento britannico approvò il Government of Ireland Act del 1920. Dal 1801 al 1920 l'intera isola era stata infatti incorporata come parte integrante del Regno Unito di Gran Bretagna ed Irlanda e governata unitamente alle altre entità del regno. L'atto del 1920 era stato emanato per creare due territori autonomi all'interno del Regno Unito, ma fu rivisto nel 1922 quando gran parte dell'Irlanda fu separata dal Regno Unito. Scopo principale della partizione fu separare la popolazione cattolica da quella protestante, in quanto la prima era a stragrande maggioranza indipendentista, mentre la seconda restava legata al Regno Unito. Membri di spicco della commissione che determinò il nuovo confine furono Michael Collins per lo Stato Libero d'Irlanda e Winston Churchill per la Gran Bretagna. 
Sin dall'avvenuta partizione l'aspirazione principale dei nazionalisti irlandesi (per lo più cattolici) è stata la riunificazione di tutta l'isola in una sola nazione indipendente. Questo obiettivo contrasta con quello degli unionisti (per lo più protestanti) in Irlanda del Nord, i quali intendono restare nel Regno Unito. Sebbene il confine stabilito negli anni '20 del XX secolo sostanzialmente seguisse la demarcazione religiosa (pur lasciando una piccola minoranza cattolica nel Nord) oggi la situazione è mutata: a seguito della maggiore natalità dei cattolici oggi la popolazione nordirlandese è composta prevalentemente da cattolici. I governi britannico ed irlandese hanno raggiunto un accordo, i cosiddetti Accordi di Belfast del 1998, secondo cui lo status dell'Irlanda del Nord non cambierà se non con il consenso della maggioranza locale.